# Alexander Massialas
Alexander Massialas (San Francisco, 20 de abril de 1994) es un deportista estadounidense que compite en esgrima, especialista en la modalidad de florete.
Participó en cuatro Juegos Olímpicos de Verano, obteniendo en total tres medallas, plata y bronce en Río de Janeiro 2016, en las pruebas individual y por equipos (junto con Miles Chamley-Watson, Gerek Meinhardt y Race Imboden), y bronce en Tokio 2020 (con Race Imboden, Nick Itkin, Gerek Meinhardt), el cuarto lugar en Londres 2012 (equipo) y el cuarto lugar en París 2024 (equipo).
Ganó siete medallas en el Campeonato Mundial de Esgrima entre los años 2013 y 2025.

## Palmarés internacional
| Juegos Olímpicos   | Juegos Olímpicos        | Juegos Olímpicos  | Juegos Olímpicos    |
| Año                | Lugar                   | Medalla           | Prueba              |
| ------------------ | ----------------------- | ----------------- | ------------------- |
| 2016               | Río de Janeiro (Brasil) | Medalla de plata  | Florete individual  |
| 2016               | Río de Janeiro (Brasil) | Medalla de bronce | Florete por equipos |
| 2020               | Tokio (Japón)           | Medalla de bronce | Florete por equipos |
| Campeonato Mundial |                         |                   |                     |
| Año                | Lugar                   | Medalla           | Prueba              |
| 2013               | Budapest (Hungría)      | Medalla de plata  | Florete por equipos |
| 2015               | Moscú (Rusia)           | Medalla de plata  | Florete individual  |
| 2017               | Leipzig (Alemania)      | Medalla de plata  | Florete por equipos |
| 2018               | Wuxi (China)            | Medalla de plata  | Florete por equipos |
| 2019               | Budapest (Hungría)      | Medalla de oro    | Florete por equipos |
| 2022               | El Cairo (Egipto)       | Medalla de plata  | Florete por equipos |
| 2025               | Tiflis (Georgia)        | Medalla de plata  | Florete por equipos |